# DIGITAL J-WAVE 505
DIGITAL J-WAVE 505（デジタルジェイウェーブごまるご）はスカイパーフェクTV!で行われたJ-WAVEのサイマル放送チャンネルである。J-WAVEが放送休止中の日曜26:00～29:00もオリジナル番組を放送し殆ど休まず24時間放送した。
2004年9月30日に放送終了。
全国のコミュニティFM局がJ-WAVEをネットする際にはこのチャンネルが用いられたがサービス終了にともない現在はSOUND PLANETを使用している。